# Mosteiro de Grijó
O Mosteiro de São Salvador de Grijó, popularmente referido apenas como Mosteiro de Grijó, localiza-se em Grijó, na atual freguesia de Grijó e Sermonde, município de Vila Nova de Gaia, distrito do Porto, em Portugal.
Encontra-se classificado como Imóvel de Interesse Público desde 1938. O Túmulo de D. Rodrigo Sanches que se encontra no seu interior está classificado como Monumento Nacional desde 1910.

## História

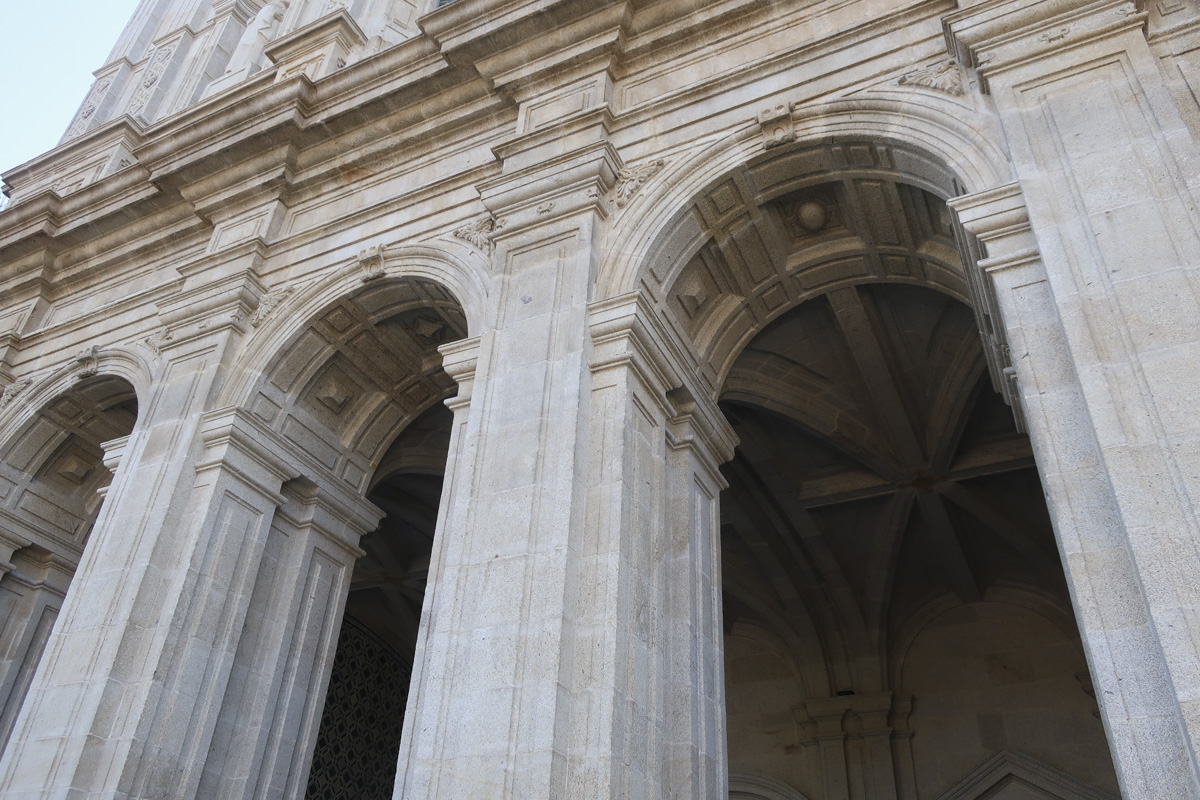
Fachada principal; galilé

De acordo com a tradição, o primitivo mosteiro foi fundado em 922, no lugar de Murraceses por dois clérigos, Guterre e Ausindo Soares, vindo a adotar a regra e o hábito da Ordem de Santo Agostinho em 938.
No ano de 1112 foi transferido para a atual localização. A igreja do novo mosteiro foi sagrada em 1235 pelo então bispo da Diocese do Porto, D. Pedro (IV) Salvadores (1235-1247).
No início do século XVI o convento encontrava-se em ruínas e, em 1535, João III de Portugal autorizou sua transferência para a serra de São Nicolau, em Gaia (Mosteiro da Serra do Pilar). No entanto, nem todos os clérigos concordaram com a transferência e, desse modo, em 1566 o Papa Pio V separou os dois mosteiros.
Com o retorno dos monges a Grijó, diante da necessidade de reformas no edifício, a comunidade contratou, em 1572, o arquiteto Francisco Velasquez, então mestre de obras da Sé de Miranda do Douro, para desenhar o novo projeto. Dois anos depois, a 28 de junho de 1574, era lançada a primeira pedra do dormitório. Até 1600 estavam concluídas duas alas do claustro, o refeitório e a sala do capítulo. No entanto a construção da igreja arrastou-se por mais cerca de trinta anos, uma vez que a capela-mor só foi fechada em 1629.
No ano de 1770 o convento foi extinto, passando os seus bens para o Convento de Mafra.

## Características

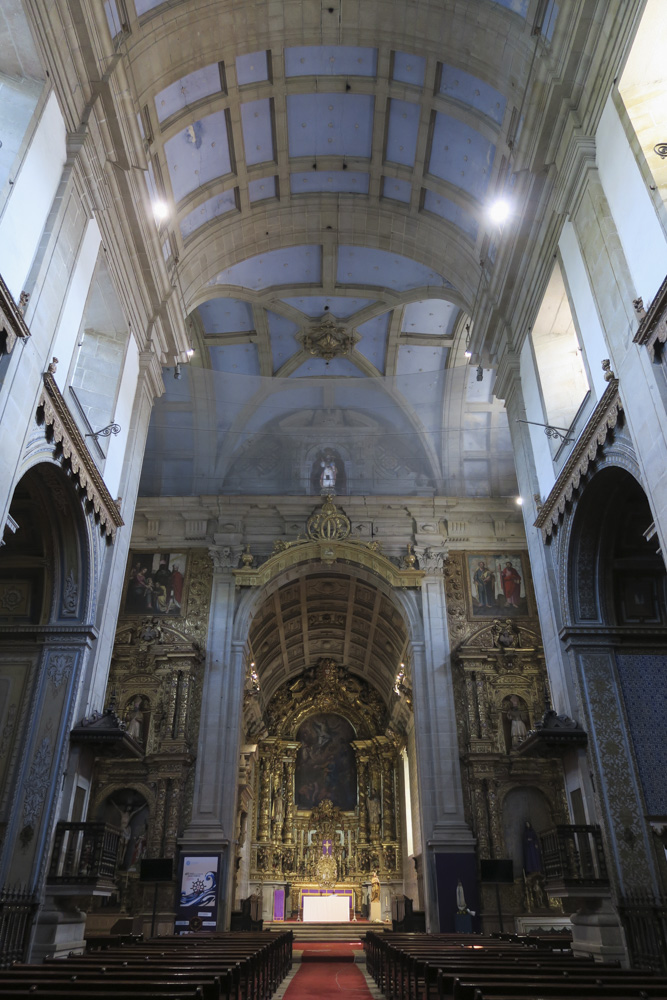
Interior da igreja

O complexo conventual é constituído pela igreja, de planta longitudinal de nave única, e pelas dependências conventuais, situadas à direita, com claustro de planta quadrada. A fachada principal da igreja divide-se em três registos, possuindo no primeiro galilé, à qual se tem acesso por arcada. Sobre esta, um entablamento divide este espaço do segundo registo, que possui ao centro janelão rasgado a toda a altura, ladeado por dois nichos com as imagens de São Pedro e São Paulo, encimados por janelas quadradas. As pilastras que ladeiam os nichos são estriadas, com terço inferior decorado por motivos florais. O registo é rematado por entablamento. A fachada é coroada por frontão triangular interrompido, antecedido por varandim, com duplos pináculos sobre acrotério e relógio ao centro, emoldurado e encimado por pináculos e cruz.
A fachada de São Salvador de Grijó apresenta um modelo retabular, que destaca a verticalidade e a sobreposição de ordens arquitectónicas, numa ambiguidade tipicamente maneirista. São evidentes as semelhanças entre esta fachada e a do templo do Mosteiro de São Salvador de Moreira da Maia, para a qual Grijó deve ter servido de modelo).
Interiormente, o templo possui nave única coberta por abóbada de caixotões, possuindo seis capelas colaterais comunicantes com retábulos de talha maneiristas. O arco triunfal é ladeado por pilastras coríntias e rematado por entablamento decorado. A capela-mor, coberta por abóbada de caixotões decorada por motivos geométricos, possui painéis de azulejos enxaquetados, tendo um cadeiral de madeira e retábulo-mor de talha, elaborado em 1737 pelo mestre António Vidal, com painel representando a Transfiguração de Cristo pintado em 1795 por Pedro Alexandrino.
No espaço adjacente à igreja foi construído o claustro, de planta quadrada, com dois registos, tendo no primeiro a ordem jónica e no segundo a ordem coríntia. O registo superior é coberto por tecto de madeira. No espaço do claustro existem diversos painéis de azulejos policromos com figurações de apóstolos e doutores da igreja. Ao centro do espaço claustral foi edificado um chafariz de modelo flamengo, decorado por carrancas. 
Na ala norte do claustro foi colocado o túmulo de D. Rodrigo Sanches, filho ilegítimo de D. Sancho I. Classificada como Monumento Nacional desde 1910, esta notável obra escultórica do século XIII foi executada nas oficinas de Coimbra e é talvez "o mais antigo exemplar dos monumentos funerários portugueses a possuir estátua jacente, se exceptuarmos o túmulo dito de D. Urraca, presente na Igreja do Mosteiro de Alcobaça, sobre o qual existem dúvidas de identificação e cronologia". Em 2013, o túmulo foi deslocado do arcossólio claustral – onde permaneceu em parte escondido durante 387 anos – para a antiga Sala do Capítulo, podendo de novo ser apreciado na sua totalidade.

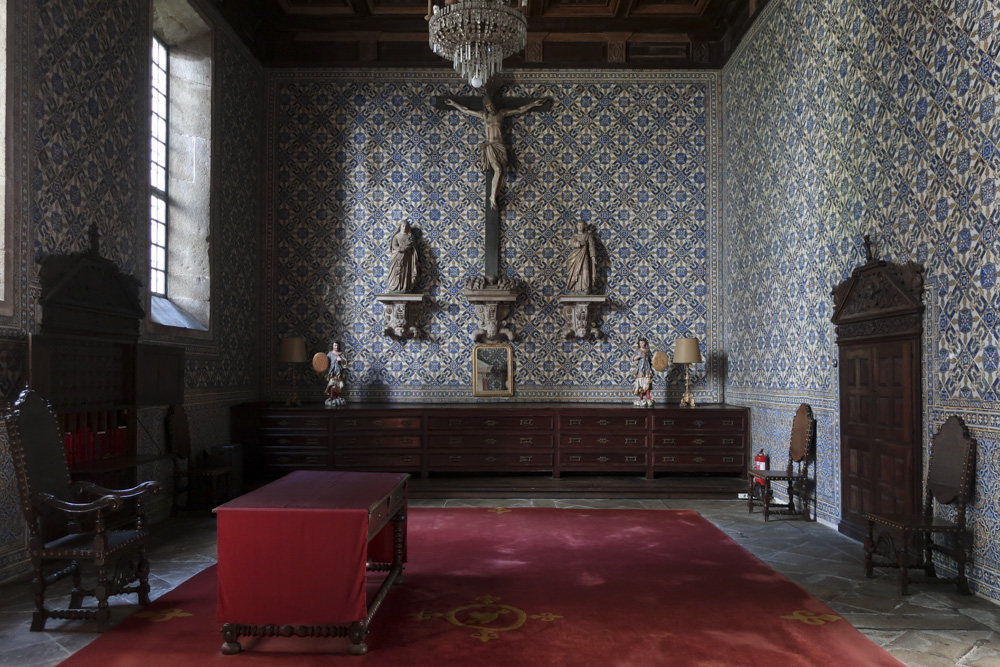
Sacristia
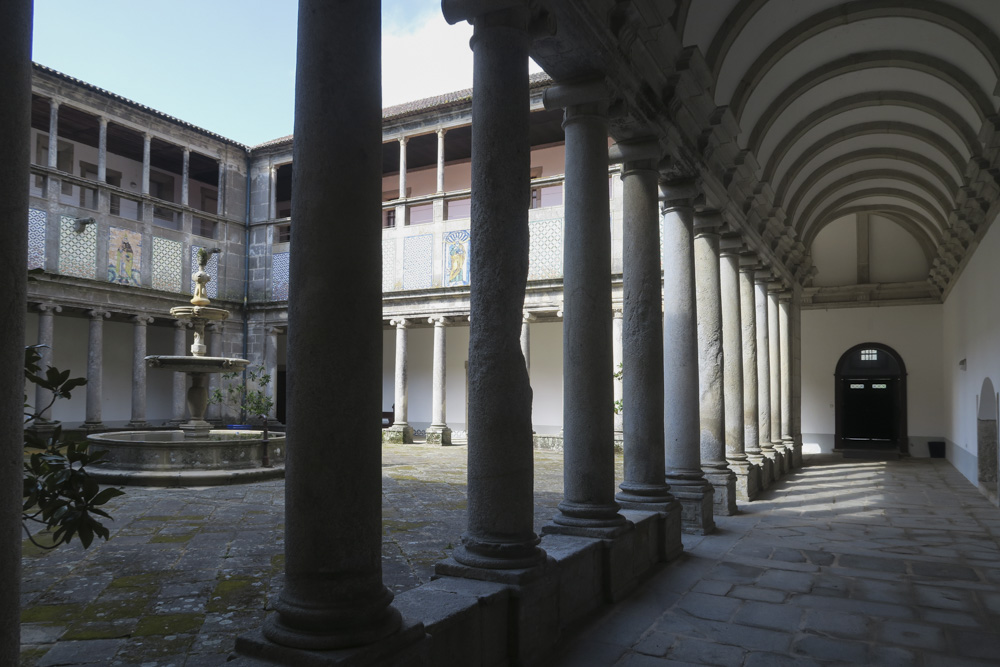
Claustro
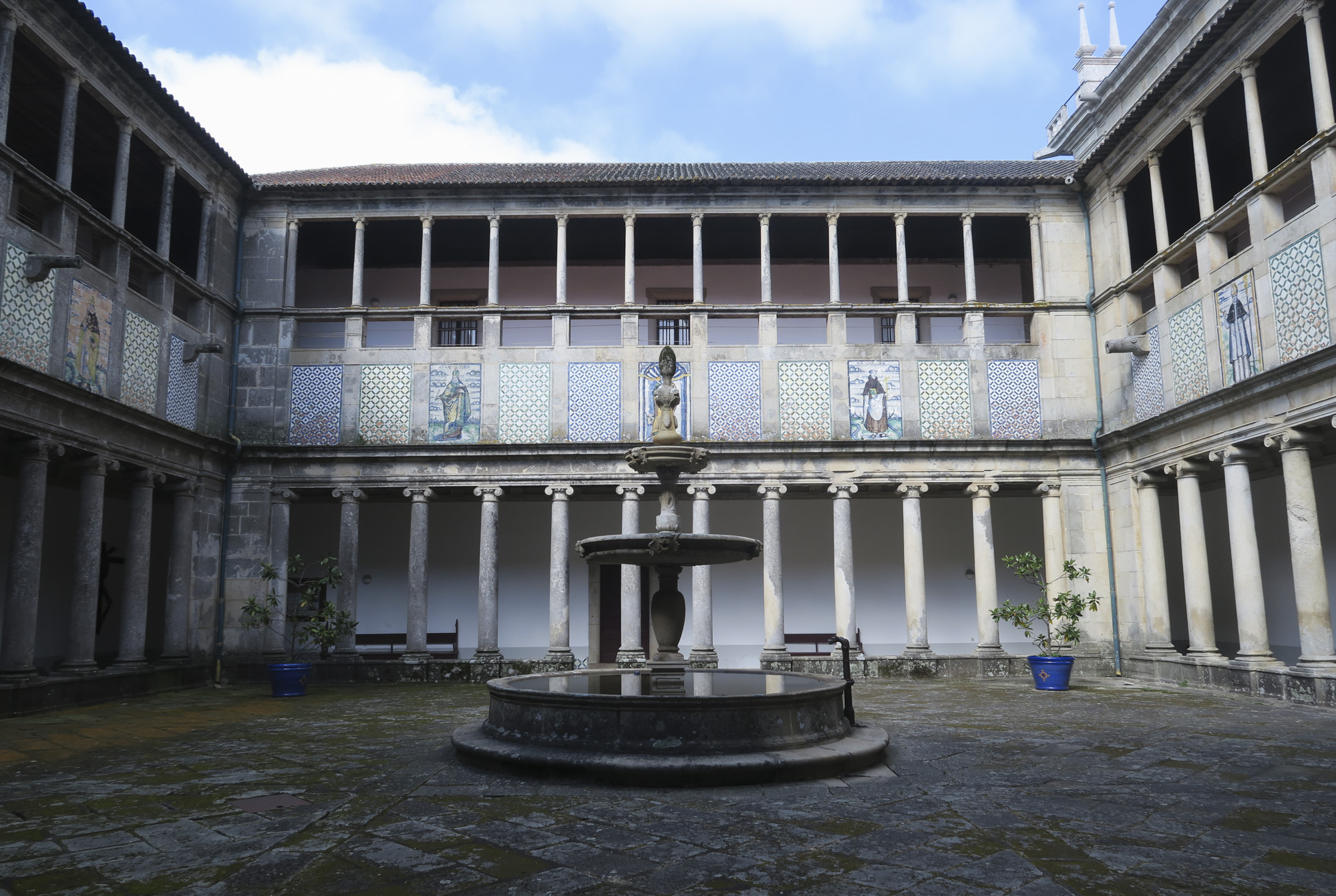
Claustro
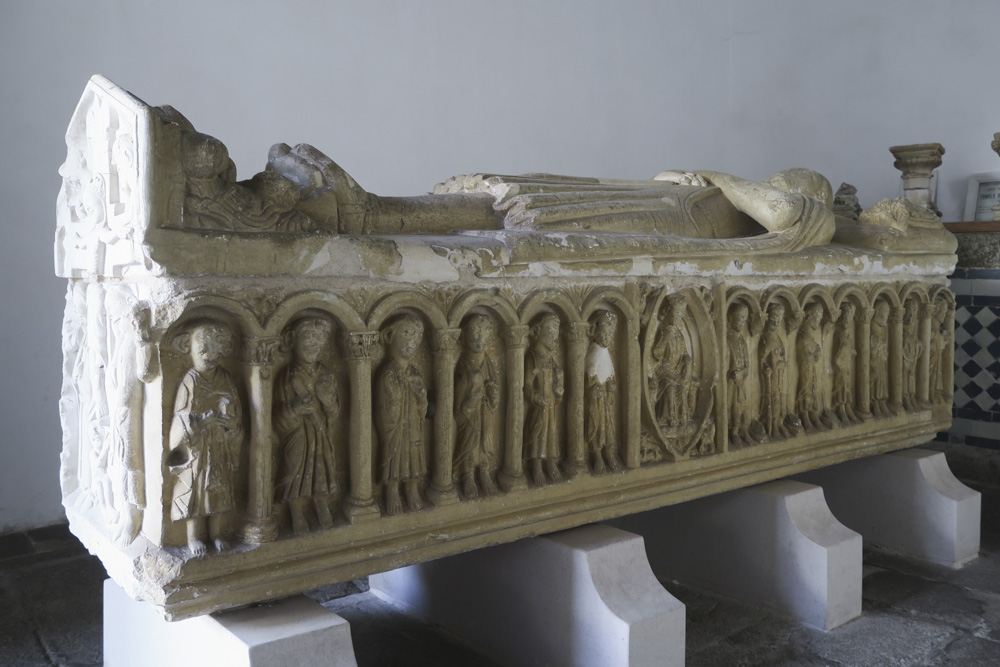
Túmulo de D. Rodrigo Sanches
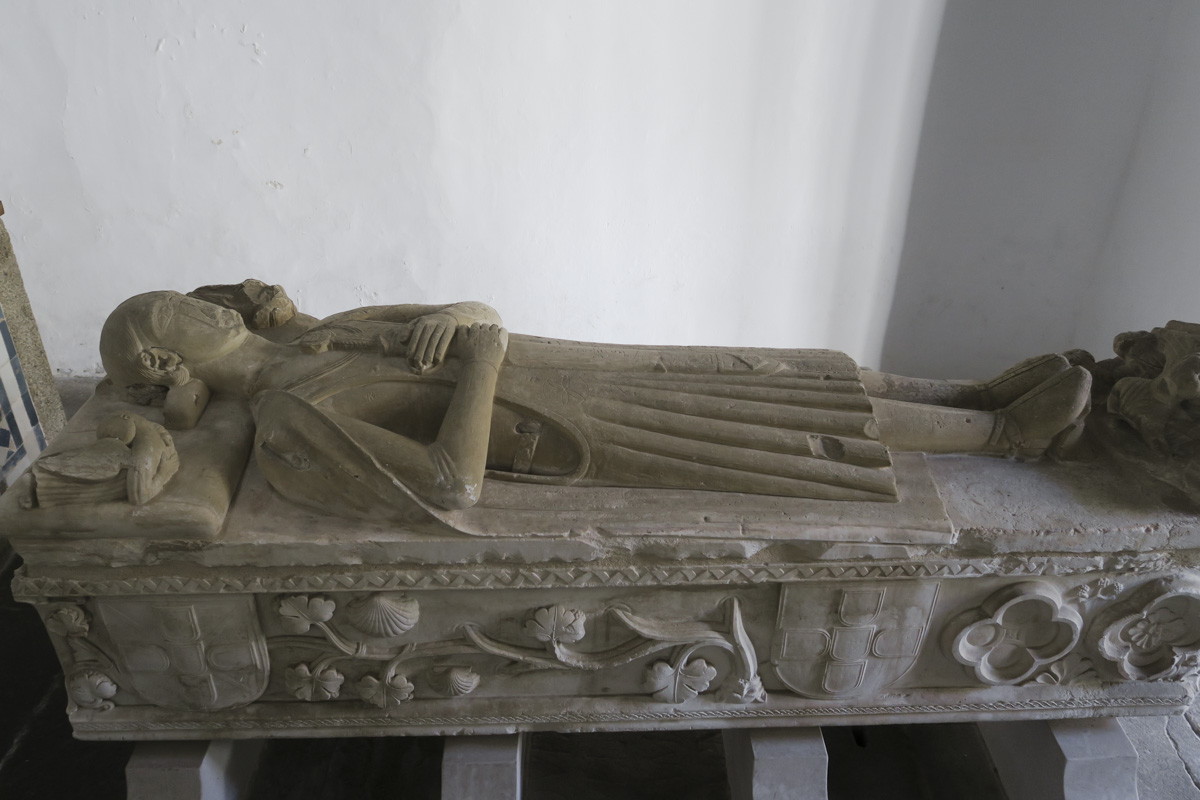
Túmulo de D. Rodrigo Sanches

## Patronato
Foram patronos do Mosteiro de São Salvador de Grijó:
- Soeiro Fromarigues (1060 - Batalha de Vatalandi, próximo a Santarém, 1103)
- Nuno Soares de Grijó (1085 -?)